# Vetenskapssocieteten i Lund
Vetenskapssocieteten i Lund är en vetenskaplig akademi som grundades 1920. 
Syftet vid grundandet var "att främja vetenskaplig humanistisk forskning", till vilket yngre vetenskapsmän inom humaniora, teologi och samhällsvetenskap vid Lunds universitet skulle samlas. Grundare var sanskritforskaren Herbert Petersson, folkminnesforskaren Carl Wilhelm von Sydow och ortnamnsforskaren Jöran Sahlgren med bistånd av historikern Lauritz Weibull.  
Ledamöterna är indelade i olika kategorier: hedersledamöter (högst sju), inländska arbetande ledamöterna (högst 100), utländska arbetande ledamöter (högst 35) och stiftande ledamöter (högst 50). Vid 55 års ålder övergår arbetande ledamot till gruppen seniores. Till stiftande ledamot kan utses person, som visat synnerligt engagemang för humanistisk vetenskap och kultur, eller person, som Societeten finner kunna bidraga till Societetens verksamhet och utveckling. Stiftande ledamot äger samma rättigheter som inländsk arbetande ledamot. De olika kategorierna har utökats något sedan instiftan.
Vetenskapssocieteten utger flera skriftserier, bland andra serien "Skånsk senmedeltid och renässans" sedan 1945. Den utdelar en rad vetenskapliga priser och stipendier till yngre forskare.
Gustaf VI Adolf var som kronprins Beskyddare och præses illustris (i analogi med KVS) och därefter under sin tid som kung Beskyddare för Vetenskapssocieteten.